# Québec-Centre (ancienne circonscription fédérale)
Pour les articles homonymes, voir Québec (homonymie).
Québec-Centre fut une circonscription électorale fédérale située dans la Région de Québec au Québec. Elle fut représentée de 1867 à 1917.

## Historique
C'est l'Acte de l'Amérique du Nord britannique de 1867 qui créa le district électoral de Québec-Centre. Abolie en 1914, la circonscription fut redistribuée parmi Québec-Est et Québec-Sud.

## Géographie
En 1867, la circonscription de Québec-Sud comprenait:
- Les quartiers du Palais, Saint-Louis, Saint-Jean et Montcalm de la ville de Québec
- Une partie de la banlieue non comprise dans les circonscriptions de Québec-Ouest et Québec-Est

## Députés
1. 1867-1872 — Georges-Honoré Simard, Conservateur
2. 1872-1877 — Joseph-Édouard Cauchon, Conservateur
3. 1877-1882 (Élection partielle) — Jacques Malouin, Indépendant
4. 1882-1887 — Joseph-Guillaume Bossé, Conservateur
5. 1887-1898 — François Langelier, Libéral
6. 1898-1905 (Élection partielle) — Albert Malouin, Libéral
7. 1905-1917 (Élection partielle) — Arthur Lachance, Libéral